# 박민희 (음악가)
박민희 (Park Minhee)는 대한민국의 가수, 국악인, 음악인이다. 2인 음악 그룹 해파리에서 활동 중이다.

## 개요
대한민국의 음악인이다.
전통 음악에 대한 깊은 이해를 바탕으로 무용, 미술 등의 장르에서 다양한 실험을 한다.
- 취미: 공연도 많이 보고, 책도 많이 읽는다.
- 학력: 국립국악고등학교, 서울대학교 국악과 및 동대학원
- 수상: KBS 국악대상 가악상(2012년), 동아국악콩쿠르 학생정가 금상(2000년)
- 이수: 국가무형문화재 가곡 이수자

## 음반 발매
- 2012.02.15 "사랑 거즛말이"(2011년, 악당이반) 보관됨 2021-08-01 - 웨이백 머신 (교보문고 링크)[2]

## 서적 출판
- 2016.12.15 16시: 가곡실격 - 나흘 밤 (교보문고 링크) <16시 가곡실격: 나흘밤> 타이포 작품집 지은이: 안마노, 박민희[3]

## 언론 보도
- 2021.10.07 통영 국제 음악제 아카데미 콘서트 I 공연 참여 - "낙차(落差)"[4]
- 2021.11.01 비애티튜드(Beattitude) 박민희가 부르는 ‹춘면곡 - Hanging Bed› Live[5]
- 2021.10.01 비애티튜드(Beattitude) Issue 01 "가곡의 박민희, 박민희의 가곡" 파트1[6], 파트2[7], 파트3[8]
- 2021.06.09 우란3경, 김지선 * 박민희 프로젝트 발표 ＜우회의 춤＞ 서울문화투데이 기사[9]
- 2020.11.23 국립무용단 ‘가무악칠채’ 헤럴드경제 기사[10]
- 2019.10.00 월간 공진단 인터뷰 - 조금 이상하고 약간 삐딱하게
- 2019.09.05 아트코리아방송 기사 - 정가보컬 박민희, "정가 대중화를 위한 노력 다양한 방법으로 시도할 것"
- 2019.05.30 생기스튜디오/플랑크톤 뮤직 인터뷰
- 2019.03.27 ELLE - 레드립 (Red Lip) 고집하는 박민희 립 스토리[11]
- 2019.02.12 BAZAAR 인터뷰 - 국가무형문화재 이수자 박민희와 만남
- 2018.05.04 The Move 인터뷰 - 바로크 오페라에 전통 시(詩)를 노래하다.[12]
- 2018.04.02 통영 국제 음악제 "대금 유홍 ＆ 정가 박민희" 공연[13]
- 2017.11.12 계수정 수스 꼴라지 밴드 헝가리 공연 / YTN KOREAN[14]
- 2017.10.21 HETEROPHONY, Review 기사 - 박민희의 “처사가”: 전통음악을 위한 훼손의 전략들
- 2017.06.19 아트인사이트 기사 - 국립극장 여우락 무대에서 클래식 음악 연주자와 협업
- 2016.07.19 매일경제 인터뷰
- 2015.09.14 theApro (더아프로) 인터뷰 - 박박(park park)의 박민희
- 2014.03.00 한 여창 가객의 음악하기 (Musicking) - 박민희의 ‘가곡실격’을 중심으로 (저자: 이소영)[15]
- 2013.12.20 가곡실격, 백남준 아트 센터[16]
- 2013.06.26 theApro (더아프로) 인터뷰 - 시, 나, 꿈, 몸. (詩, 我, 夢, 身.)
- 2010년 월간 "객석"이 선정한 차세대를 이끌 10인의 유망주[17]
- 2009.08.05 스물일곱 여가객 박민희의 "사랑거즛말이" 동아일보[18]
- 2008년 국립현대무용단의 "이미아직"에서 무당 역할[19]
- 2007년 현대무용수 안은미가 안무한 "바리"에 출연[20]

## SNS
- 박민희 인스타그램
- 박민희 페이스북
- 박민희 사운드클라우드
- 박민희 유튜브

## 작품
- 2021.10.15 〈가곡실격: 방5↻〉[21]
- 2020.10.31 아트 선재 센터 - 인터뷰
- 2014 ()산책
- 2014 가곡실격:방5↻
- 2013 가곡실격: 나흘 밤
- 2011.12.29 쓸쓸쓸

## 세션 참여
- 2021.11.19 국립 국악 관현악단 - 국립 국악 관현악단 관현악 시리즈Ⅱ '2021 리컴포즈' (협연: 박민희)[22]
- 2021.11.11 국립 무용단 〈다녀와요, 다녀왔습니다〉 (음악 조감독: 박민희)
- 2021.09.10 이슬기 "느린 물 (Slow Water)" 인천 아트 플랫폼 전시실 (음악: 박민희)[23]
- 2020.12.16 "텍스트 리딩" ("51:34" 시작) BlackKaji Radio "Episode 1" Segment IV - Making Audible[24]
- 2018.05.16 "잠비나이 * 박민희" - 잠비나이 페이스북
- 2017.12.04 "그믐 (Dark Moon)" 차승민 * 오연경 "소소주담 (小小奏談)" 출연: 조형준, 박민희 (피처링: 박민희)
- 2017.07.21 "무빙/이미지" 아르코미술관
- 2017.04.28 "푸른 산도 절로절로" 국립한글박물관 기획전 "순간의 풍경들" 출연: 권미나, 박민희 (가창: 박민희)
- 2017.04.16 "담담히 적시고나"  MBC 드라마 "역적" OST, 잠비나이 (피처링: 박민희)
- 2016.04.29 계수정 SOo's collage "퓨전재즈" (박민희/Voice, Wooden Block)[25]
- 2015.12.07 "언어의 시간: 박민희 전통가곡 렉쳐 퍼포먼스" 삼성 리움 미술관[26]
- 2015.04.25 "비웃어 주오" 정재일 "8 Days" (노래: 박민희)
- 2015.04.20 "겨울이 가면서 무어라고 하는지" 차승민 project "시로 (詩路)" (객원 보컬: 박민희)
- 2014.02.27 "목소리와 거문고"  <박우재 거문고 더하기 - 이상변이> (목소리: 박민희)[27]
- 2014 "각자의 시선: 셰익스피어 소네트 18" 문래예술공장 박스 시어터
- 2013.09.03 "융복합 R&D 프로젝트 확장하는 다원예술" 인류학적소리 (전통 성악가 박민희)[28]
- 2013.03.25 고래야, 우주소녀 (A Girl From Space) (Feat. 하림, 박민희)

## 5분 검색
- 2021.12.29 나나니 공알타령 (SoundCloud)
- 2021.06.17 "우란이상" 우회의 춤 - 김지선, 박민희
- 2021.02.25 "In Silence" 한희정 (feat. 박민희)[29]
- 2020.08.06 "재구성 Part 1" 한희정 (feat. 박민희)[30]
- 2019.07.05 생기탱천 Vol.2 박민희 Excerpt Video
- 2019.07.05 생기탱천 Vol.2 박민희 "황계사"
- 2019.06.03 계수정, 박민희 "소곤소곤 음악회" 감기망상
- 2018.11.22 우조시조 '월정명' 박민희
- 2016.11.03 계면조 평거 시랑 거즞말이, 박인희[31]
- 2016.05.25 김소라 프로젝트 - 박민희 정가 | 무릎을 뚫고 턱으로 빠지는 노래[32]
- 2015.10.22 이태훈 & 박민희 /생일공연 /151022_@문샤인.MOV
- 2013.06.29 계수정 with 최창우, 박민희
- 2012.12.29 KBS 국악대상 정가부문 수상자 박민희
- 2012.11.05 우조시조 `월정명` (성악: 박민희)[33]
- 2011.12.11 계수정 sOo's collage, "판씨어터" 공연, 박민희(vo)[34]
- 2011.11.28 "권주가" 박민희[35]
- 2011.04.11 "나비야" (평시조) 박민희 코아트, 국악 감상[36]

## 어록
가곡에 대하여
		A  가곡은 전주와 간주에 반주를 더하는

		B  다섯장 형식의 전통 성악곡이라 한다

		A  열여섯박 열박의 긴 장단형을 가지며

		B  엄격한 노래틀을 준수하면서 부른다

		A  노래의 형식미가 무엇보다 중요하며

		B  조선시대 선비들의 애호를 받았더라

		C  우리가 알고있는 서양가곡 리드lied

		D  그러한 가곡들과 현격하게 다르다

		A  자연의 아름다움과 남녀의 순수사랑

		B  이들이 노랫말의 가곡들의 내용이라

		C  오늘날 속가(俗歌)의 일종 판소리가

		D  창작공연으로 독자성을 구축했으나

		E  여전히 정가(正歌)에 속하는 가곡은

		F  형식의 폐쇄성과 태생적 한계 탓에 

		G  현대화에 어려움을 토로하고 있구나

		E  가곡의 매력은 음악성과 문학성 합일

		F  허나 그러한 가치는 대중이 알아주고

		G  소통할때야 비로소 빛을 발하게 되리

출처 : 박민희 <각자의 시선>